# Nupel Global Racing
Nupel Global Racing fue un equipo privado de rally español con sede en Lugo, que compitió entre 2007 y 2011 en el campeonato de España de rally y en el campeonato mundial S2000 logrando el título en ambos certámenes, con Sergio Vallejo en 2009 y con Xavi Pons en 2010. El equipo contaba con el patrocinio del empresario lucense Jorge Dorribo propietario de la empresa farmacéutica Laboratorios Nupel, y con el excopiloto Luis Moya como director deportivo.

## Trayectoria

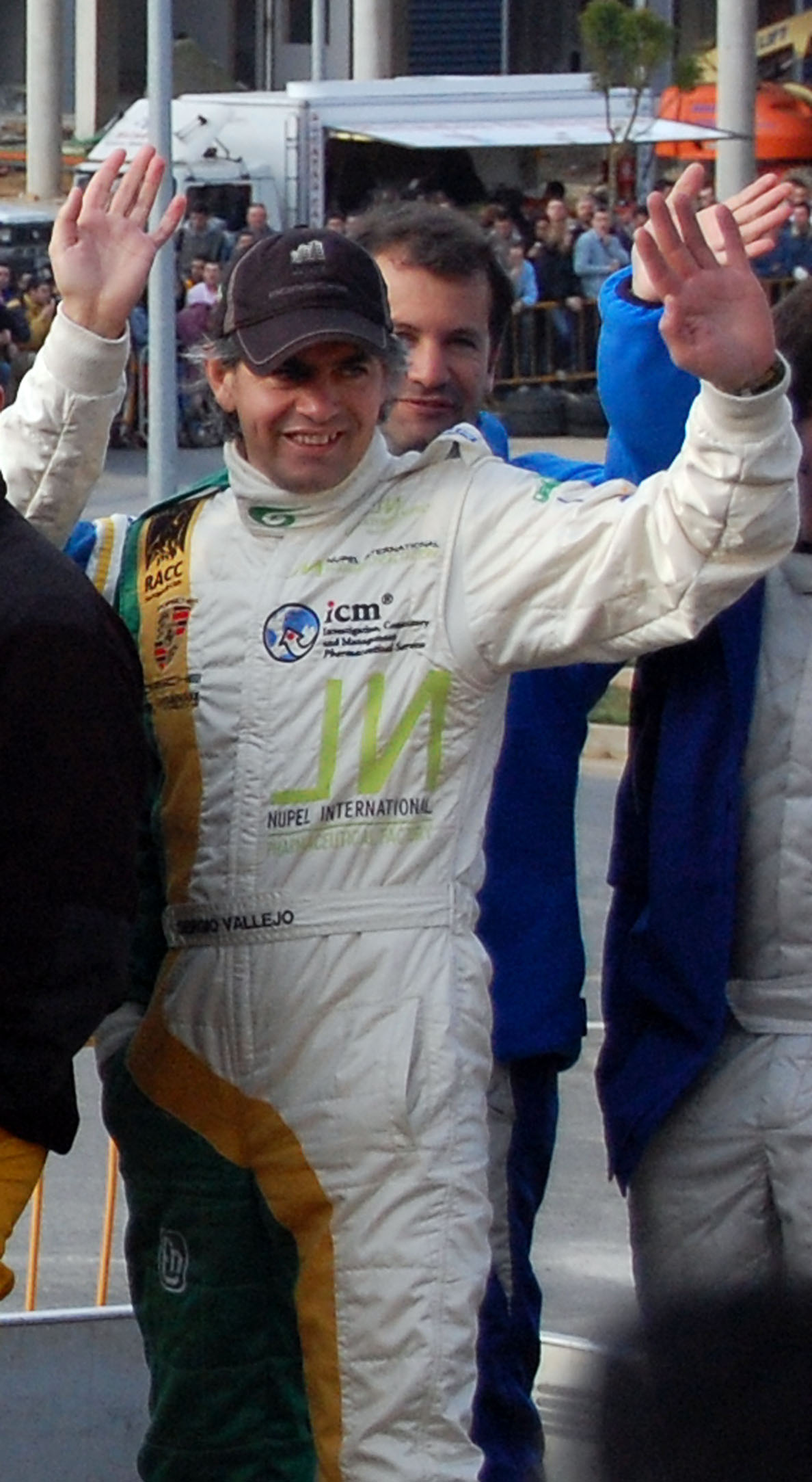
Vallejo cuando militaba en el equipo Nupel.

En el año 2006 el piloto Sergio Vallejo abandonó el equipo FIAT del que formaba parte desde 2001. A finales de año debutó con el Porsche 911 en el Rally San Froilán, prueba puntuable para el Campeonato Gallego donde finalizó en la segunda posición.

### Temporada 2007
En 2007 Vallejo disputó el campeonato de España con el Porsche 997 GT3 ya con el patrocinio de los laboratorios Nupel donde logró las victorias en Canarias y Ferrol.

### Temporada 2008

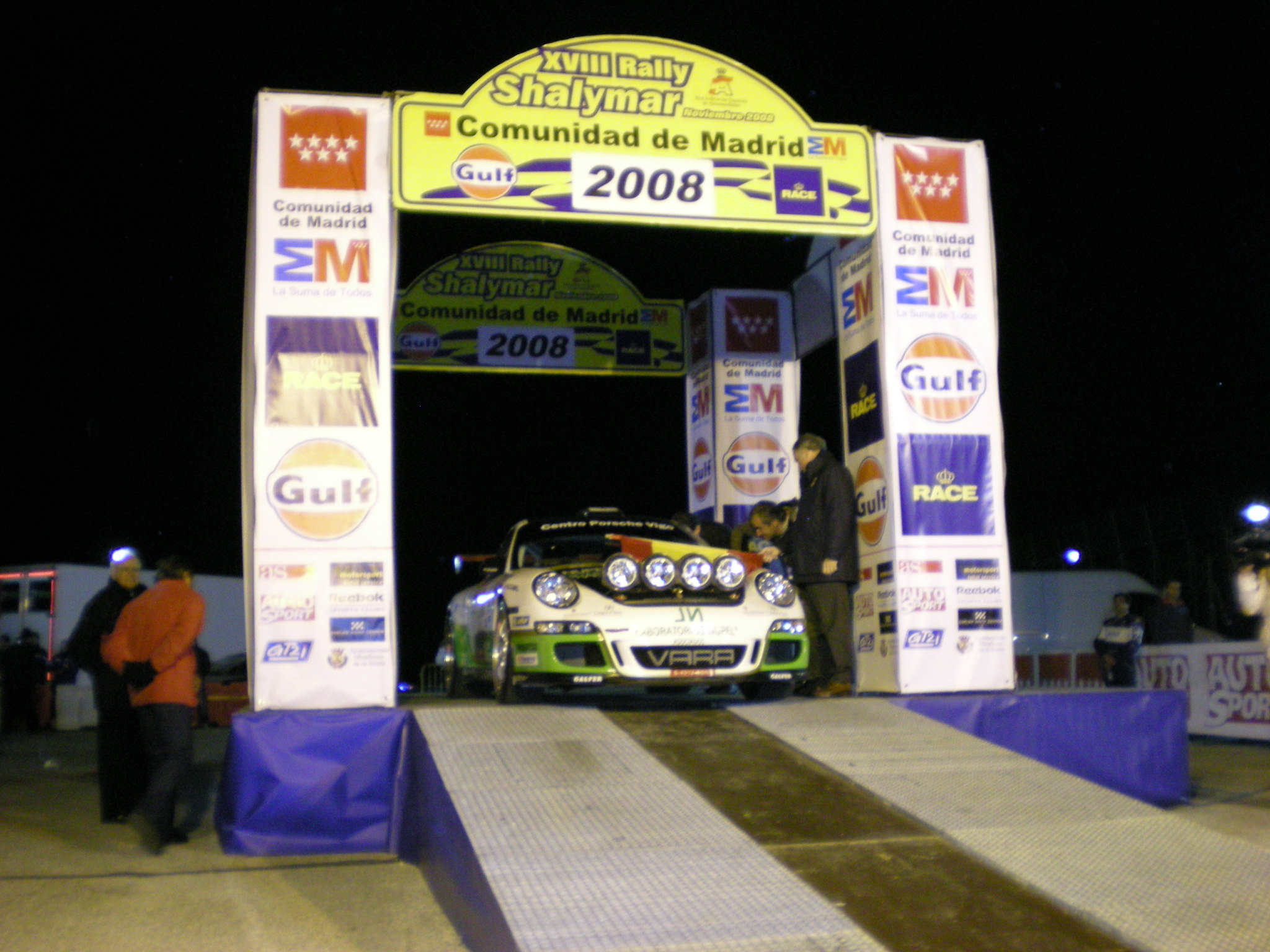
Porsche 911 del equipo Nupel en el Rally Shalymar en 2008.

En 2008 Vallejo siguió a los mandos del 997 GT3 en esta ocasión venciendo en Canarias, Llanes, Costa Brava y Shalymar, logrando el subcampeonato y empatando en puntos con Enrique García Ojeda.En Llanes estrenó una evolución del Porsche preparada por el francés Bernard Vara.
Ese año el catalán Xevi Pons, que venía de competir en 2007 con el equipo Subaru en el campeonato del mundo, disputaba con el Campeonato de España de Rally de Tierra con un Mitsubishi Lancer Evo IX donde logró el título y se estrenó en el equipo disputando el Rally Costa Brava y el Sierra Morena también con un Porsche GT3.

### Temporada 2009
En la temporada 2009 ambos pilotos Vallejo y Pons formaron equipo disputando el campeonato de asfalto. Vallejo hizo un inicio de temporada irregular, logró la victoria en Canarias por tercer año consecutivo, pero sumó dos abandonos (Vila Joiosa y Cantabria). En la segunda mitad del campeonato venció en Ourense, Príncipe y Sierra Morena, para luego adjudicarse el título nacional en la penúltima prueba, Costa Brava, donde terminó cuarto. Sumó además otra victoria después en el Shalymar.
Por su parte Pons disputó el campeonato sobre tierra y sobre asfalto con un Mitsubishi Lancer Evo X logrando en este último, siete podios, el subcampeonato y el campeonato de Grupo N.

### Temporada 2010

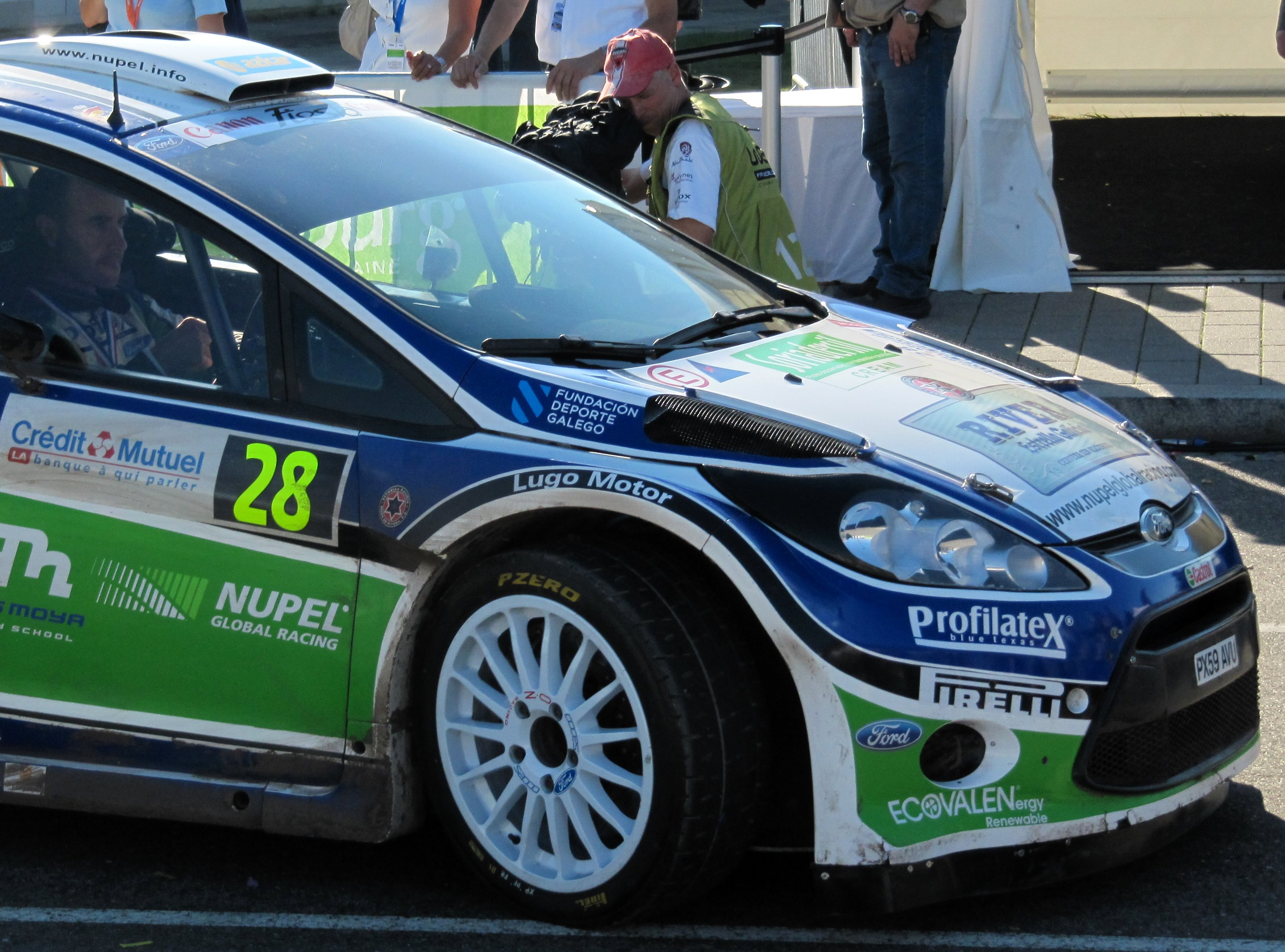
Xavi Pons con el Ford Fiesta S2000 en Alsacia.

En 2010 el equipo contó con varias novedades. El excopiloto de rally Luis Moya, asumió el cargo de director deportivo, se cambió el Porsche por el Ford Fiesta S2000, vehículo preparado por la empresa británica M-Sport y se sumaron al equipo los pilotos Álvaro Muñiz, Adrián Díaz y Marta Suria. Sin embargo a mediados de temporada, justo antes de la celebración del Rias Baixas, Sergio Vallejo abandonó el equipo debido al mal entendimineto con Moya, habiendo disputado solo tres pruebas con el equipo y tras participar en el Rally de Ourense con un Peugeot 207 S2000, no completó el resto de pruebas del calendario y terminó en la novena plaza y sin poder revalidad el título conseguido en 2009. Por su parte Pons disputó el nacional de asfalto logrando una victoria en Ourense y participó en el Campeonato Mundial de Rally Super 2000, primer año que se celebraba el certamen, donde logró dos victorias, México y Jordania y consiguió el título en la última prueba del año, Gran Bretaña. Además del título de pilotos el equipo finalizó segundo en el apartado de equipos del campeonato S2000 (WRC Cup for Teams) a solo un punto del equipo vencedor, el Red Bull Rally Team.

### Temporada 2011

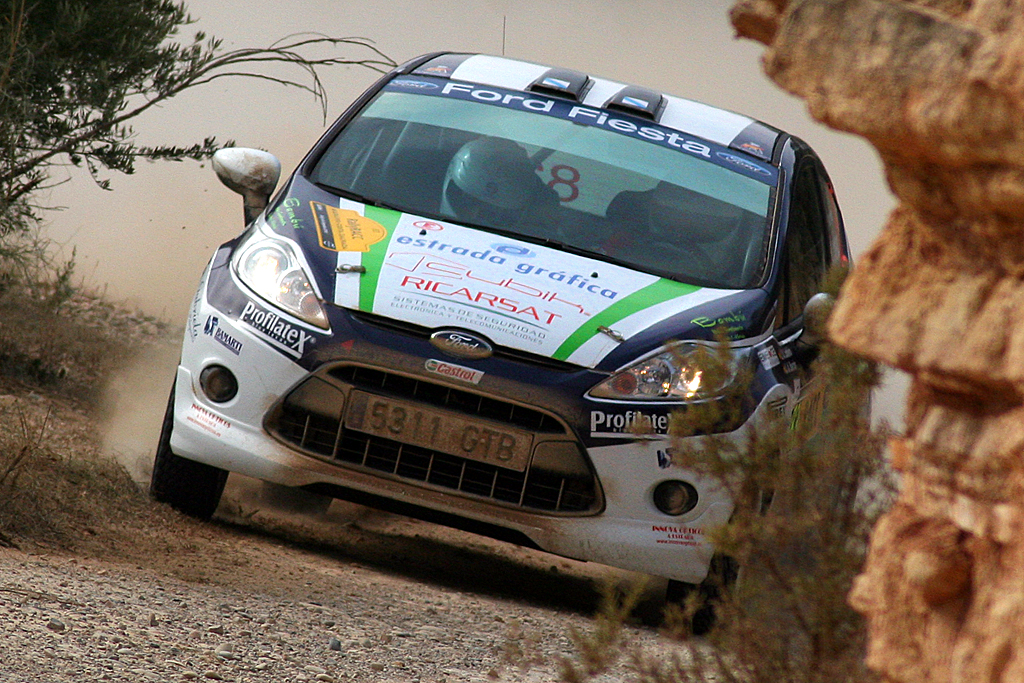
El equipo RMC Motorsport conservó los patrocinadores del equipo y disputó la temporada 2011 con varios pilotos. En la imagen José Antonio Lodeiro en Cataluña.

En 2011 el equipo contó con Pons como piloto principal a los mandos del Ford Fiesta S2000 y cambió el nombre por el de Nupel Estrella Galicia 0,0, debido al nuevo patrocinador. Además incluyeron varios pilotos y nuevos vehículos, como Adrián Díaz a bordo de un Ford Fiesta S1600 y tres Ford Fiesta R2 para Marta Suria, Marcelo Conchado, Juan Dorribo e incluso a Enrique García Ojeda con una cuarta unidad.
Sin embargo, a principios de año el equipo de disuelve debido a una trama dedicada a captar subvenciones ilegales donde se ve implicado el principal patrocinador, Jorge Dorribo. En el mes de mayo el equipo cambió de titularidad pasando a ser propiedad de Roberto Méndez que compró el equipo con intención de continuar con los proyectos, pilotos y patrocinadores principales.

## Resultados

### Campeonato Mundial de Rally
| Año  | Vehículo          | Pilotos   | 1     | 2      | 3      | 4      | 5      | 6      | 7      | Posición | Puntos |       |
| ---- | ----------------- | --------- | ----- | ------ | ------ | ------ | ------ | ------ | ------ | -------- | ------ | ----- |
| 2010 | Ford Fiesta S2000 | Xavi Pons | MEX 8 | JOR 10 | NZL 10 | POR 12 | DEU 15 | FRA 15 | GBR 13 | 15º      | 6      | [ 4 ] |

### Campeonato Mundial de Rally S2000
| Año  | Vehículo          | Pilotos   | 1     | 2     | 3     | 4     | 5     | 6     | 7     | Posición | Puntos |       |
| ---- | ----------------- | --------- | ----- | ----- | ----- | ----- | ----- | ----- | ----- | -------- | ------ | ----- |
| 2010 | Ford Fiesta S2000 | Xavi Pons | MEX 1 | JOR 1 | NZL 2 | POR 2 | DEU 5 | FRA 4 | GBR 3 | 1º       | 123    | [ 4 ] |

#### WRC Cup for Teams
| Año  | Vehículo          | Pilotos   | 1     | 2     | 3     | 4     | 5     | 6     | 7     | Posición | Puntos |       |
| ---- | ----------------- | --------- | ----- | ----- | ----- | ----- | ----- | ----- | ----- | -------- | ------ | ----- |
| 2010 | Ford Fiesta S2000 | Xavi Pons | MEX 1 | JOR 1 | NZL 2 | POR 2 | DEU 5 | FRA 4 | GBR 3 | 2º       | 125    | [ 4 ] |